# Portland (Iowa)
Portland es un lugar designado por el censo ubicado en el condado de Cerro Gordo en el estado estadounidense de Iowa. En el Censo de 2010 tenía una población de 35 habitantes y una densidad poblacional de 64,05 personas por km².

## Geografía
Portland se encuentra ubicado en las coordenadas 43°7′39″N 93°7′38″O / 43.12750, -93.12722. Según la Oficina del Censo de los Estados Unidos, Portland tiene una superficie total de 0.55 km², de la cual 0.55 km² corresponden a tierra firme y (0%) 0 km² es agua.

## Demografía
Según el censo de 2010, había 35 personas residiendo en Portland. La densidad de población era de 64,05 hab./km². De los 35 habitantes, Portland estaba compuesto por el 100% blancos, el 0% eran afroamericanos, el 0% eran amerindios, el 0% eran asiáticos, el 0% eran isleños del Pacífico, el 0% eran de otras razas y el 0% pertenecían a dos o más razas. Del total de la población el 0% eran hispanos o latinos de cualquier raza.